# Alun Michael
Alun Edward Michael (Bryngwran, 22 de agosto de 1943) é um político galês aposentado do Partido Trabalhista e Cooperativo.   Ele serviu como Secretário de Estado do País de Gales de 1998 a 1999 e depois como 1° Secretário do País de Gales (mais tarde conhecido como Primeiro-ministro) e Líder do Partido Trabalhista Galês de 1999 a 2000. Ele serviu como Comissário de Polícia e Crime de Gales do Sul de 2012 a 2024. 
Nascido na ilha de Anglesey, Michael estudou na Colwyn Bay Grammar School e se formou na Universidade de Keele em 1966 com uma licenciatura em Filosofia e Inglês. Ele trabalhou como repórter para o South Wales Echo até 1971 e depois como agente comunitário e de jovens até 1987. Ele se tornou Juiz de Paz em 1972 e serviu no Conselho Municipal de Cardiff de 1973 a 1989. Ele foi eleito para a Câmara dos Comuns em 1987, sucedendo o ex-primeiro-ministro trabalhista James Callaghan pelo distrito eleitoral de Cardiff South and Penarth.
Na oposição, ele foi Ministro Sombra do Interior e, quando o Partido Trabalhista chegou ao poder em 1997, atuou como Ministro de Estado do Interior até 1998. Em outubro daquele ano, Ron Davies renunciou ao cargo de Secretário de Estado do País de Gales e Líder do Partido Trabalhista Galês após o escândalo do "Momento de Loucura", e o Primeiro-ministro Tony Blair nomeou Michael para sucedê-lo no antigo cargo. Em maio de 1999, após as primeiras eleições para a Assembleia Nacional do País de Gales, Michael derrotou Rhodri Morgan para se tornar o novo líder trabalhista galês e, portanto, o primeiro secretário inaugural do País de Gales. O cargo foi posteriormente renomeado para Primeiro Ministro do País de Gales durante o mandato de seu sucessor.
Michael renunciou ao cargo de líder do Partido Trabalhista Galês e primeiro secretário nove meses depois para evitar um voto de desconfiança. Ele renunciou à Assembleia Galesa logo depois e serviu em vários cargos ministeriais juniores no governo trabalhista em Westminster. Ele renunciou à Câmara dos Comuns em outubro de 2012 para concorrer ao cargo recém-criado de Comissário de Polícia e Crime de Gales do Sul, para o qual foi eleito em novembro de 2012 e reeleito em 2016 e 2021.   Em junho de 2023, foi anunciado que ele não disputaria as eleições de 2024; ele foi sucedido por sua vice, Emma Wools, em 8 de maio de 2024, após sua vitória eleitoral na semana anterior. 

## Biografia
Michael nasceu em Bryngwran, Anglesey, filho de Leslie e Betty Michael. Ele frequentou a Colwyn Bay Grammar School e estudou na Universidade Keele por quatro anos, de 1962 a 1966, obtendo um diploma de bacharel em Filosofia e Inglês. 

## Carreira profissional
Ele foi repórter do South Wales Echo, um jornal noturno de Cardiff, onde foi contemporâneo de Michael Buerk (que mais tarde se tornaria um distinto correspondente da BBC) e de Sue Lawley (que mais tarde se tornaria apresentadora do programa de revista da BBC Nationwide).  Em sua autobiografia, Michael Buerk escreveu: "Alun Michael, com seu bigode de escova de dentes ruivo e jaqueta de veludo cotelê surrada, era um personagem bastante Pooterish para os anos 60. Ele não permaneceu no jornalismo, o que não foi nenhuma surpresa, mas entrou na política, o que certamente foi".  Michael deixou o jornalismo em 1971 e passou 16 anos, até 1987, como "trabalhador comunitário e de jovens" antes de entrar no Parlamento.  Em 1972, foi nomeado juiz de paz, presidindo o Tribunal Juvenil de Cardiff.

## Carreira política
Michael foi membro do Conselho Municipal de Cardiff para o bairro de Rumney e posteriormente para o bairro de Trowbridge, de 1973  até 1989.
Ele se tornou deputado nas eleições gerais de 1987, herdando uma cadeira trabalhista segura do ex-primeiro-ministro James Callaghan. Michael manteve esta cadeira em 1992, 1997, 2001, 2005 e 2010, embora com maiorias decrescentes em cada eleição a partir de 1997. 

### Ministério do Interior
Michael foi Ministro Sombra dos Assuntos Internos enquanto estava na oposição, antes de se tornar Ministro de Estado no Ministério do Interior (ele gosta de se descrever como tendo sido "Vice-Secretário do Interior")  após a vitória esmagadora do Partido Trabalhista nas eleições gerais de 1997. Sua retórica ao assumir o cargo diferiu da apresentação final. Como ministro do Interior, ele prometeu que não haveria "esconderijo para pedófilos", pois haveria "casos em que o público teria que ser informado diretamente de que um pedófilo está em sua área. Vários casos assustadores nos últimos meses nos deixaram claro que devemos agir".  Essa política não foi concretizada e, após o caso de Sarah Payne, de oito anos, e os apelos para que sua política original fosse introduzida, Michael concordou com a abordagem adotada pelo então chefe de polícia de Dyfed Powys, Terence Grange, que disse que tal plano levaria os pedófilos à clandestinidade. Ele disse que "(Grange) alertou sobre os perigos de ter acesso aberto, levando ao desaparecimento de pedófilos e, portanto, representando um risco ainda maior".  Michael defendeu sua decisão de não introduzir a "Lei de Sarah", dizendo: "Estas são questões extremamente difíceis e as pessoas estão compreensivelmente muito chateadas, mas há o perigo de erros graves serem cometidos e isso foi demonstrado em várias ocasiões". 
Michael, no entanto, foi responsável por conduzir a Lei de Crime e Desordem de 1998 na Câmara dos Comuns. Entre outras coisas, esta lei introduziu ASBOs (Ordens de Comportamento Antissocial) e parcerias estatutárias para redução de crimes. Ele também foi responsável pela política governamental sobre o setor voluntário e comunitário e introduziu o processo de "pacto" para alcançar a parceria entre o governo e esse setor. Mais tarde, Michael se tornou membro do Comitê Seleto de Justiça de novembro de 2007 a maio de 2010. Enquanto esteve no comité, participou em inquéritos sobre a justiça restaurativa, a devolução dez anos depois, o papel do agente prisional e o trabalho do Ministério Público. 

### Carreira no País de Gales

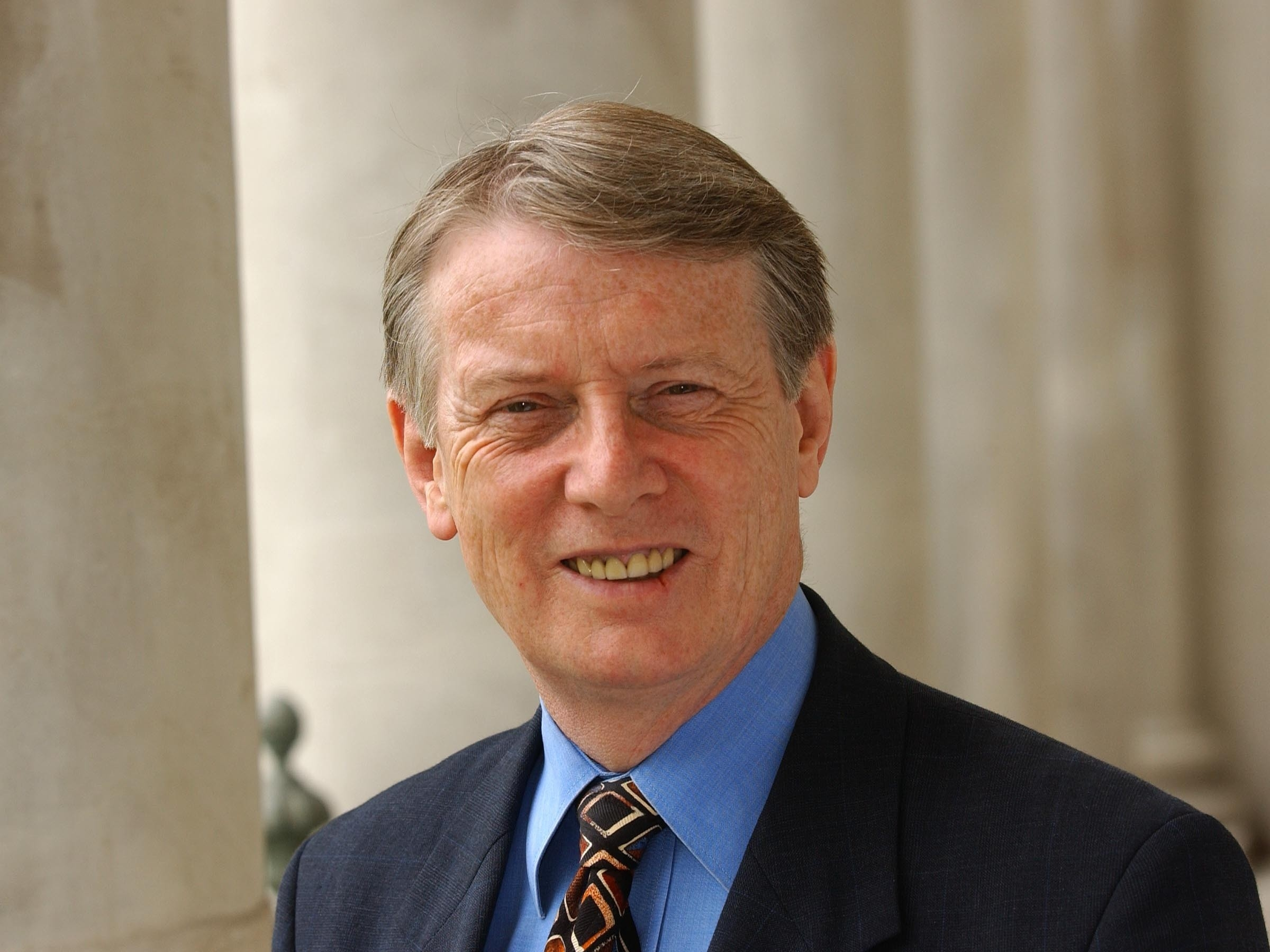
Michael em 2009

Em maio de 1997, Ron Davies foi nomeado por Tony Blair para o cargo de Secretário de Estado do País de Gales e, em setembro de 1998, derrotou Rhodri Morgan por uma pequena margem em uma disputa interna pela liderança trabalhista no País de Gales. A primeira eleição para a Assembleia Nacional do País de Gales deveria ter sido realizada em maio de 1999. Caso o Partido Trabalhista formasse um governo, o líder trabalhista galês se tornaria o que seria chamado de "Primeiro Secretário" — potencialmente dando a Davies um papel nas legislaturas do Reino Unido e do País de Gales. 
Entretanto, em 27 de outubro de 1998, Davies renunciou abruptamente ao cargo de Secretário de Estado do País de Gales após publicidade negativa sobre sua vida pessoal. Tony Blair ignorou Morgan (então deputado por Cardiff West) e nomeou Michael como o novo Secretário de Estado do País de Gales. 
Dois dias depois, em 29 de outubro de 1998, Davies também renunciou à liderança trabalhista no País de Gales, renunciando assim à sua ambição de se tornar primeiro-secretário e iniciando outra disputa pela liderança. Blair novamente ignorou Morgan e optou por apoiar Michael para o cargo. De acordo com o deputado de Neath, Peter Hain, "Rhodri era o favorito do partido e os ânimos estavam muito exaltados", mas, mesmo assim, numa reviravolta, Hain concordou em comandar a campanha de Michael, que ele descreveu como "o candidato do establishment". Embora Morgan tivesse o apoio esmagador de membros individuais do Partido Trabalhista, Michael, apoiado por Blair e pelos sindicatos, venceu as eleições.   Este episódio levou Michael a ser descrito como um "candidato apoiado por Millbank notoriamente irritadiço".  O caso foi descrito por Peter Kellner como "outra solução" para "garantir que Alun Michael se tornasse o líder trabalhista no País de Gales", o que Kellner disse que "ofendeu tantos eleitores que perdeu alguns dos seus assentos mais seguros, incluindo Rhondda, para Plaid Cymru".  O tratamento favorável de Tony Blair a Michael foi mais tarde descrito por Kellner como uma "determinação de impor Alun Michael ao povo do País de Gales", o que "produziu um colapso espetacular de apoio".  Michael enfatizou suas credenciais galesas, como alguém que cresceu no norte de Gales, viveu por 30 anos no sul de Gales e era falante de galês. Ele abordou Blair numa fase muito inicial para sugerir que ele se candidatasse às eleições para a Assembleia Galesa. 
A primeira eleição da Assembleia resultou no Partido Trabalhista Galês conquistando menos da metade dos assentos disponíveis. Na primeira plenária, em 12 de maio de 1999, Michael foi eleito Primeiro Secretário. 
Em vez de formar uma coligação, Michael tomou o caminho não convencional de formar um governo minoritário, acreditando que isso oferecia o potencial para uma abordagem mais colaborativa e democrática ao trabalho da Assembleia. 
No entanto, isso levaria ao resultado que Tony Blair queria evitar: a eleição de Rhodri Morgan como líder da Assembleia Galesa. Em 9 de Fevereiro de 2000, após menos de nove meses no cargo,  Michael demitiu-se numa tentativa de evitar um voto de "desconfiança" sobre a disponibilidade de financiamento do Objetivo 1 por parte da União Europeia. Blair estava na Câmara dos Comuns respondendo às perguntas do Primeiro-Ministro quando Michael renunciou; seu Secretário Parlamentar Particular ainda não havia sido notificado sobre isso, e momentos depois o líder conservador William Hague perguntou: "O Primeiro-Ministro comentará sobre o fato de que, momentos depois de expressar total confiança no Primeiro Secretário no País de Gales, cinco ou 10 minutos atrás, a notícia chegou à Câmara de que o Primeiro Secretário havia renunciado, antes que o voto de confiança tivesse ocorrido?"  Isto levou a uma troca que se revelou humilhante para Blair, uma vez que não lhe foi dado qualquer aviso da iminente demissão de Michael. Em sua renúncia, Michael também expressou o desejo de evitar um desastre resultante de sua inevitável renomeação (e possível remoção repetida) decorrente de uma inconsistência nas novas regras da Assembleia. 
Michael fez parte do Comitê Seleto de Assuntos Galeses de novembro de 2007 a maio de 2010 e renunciou ao cargo de deputado em 22 de outubro de 2012.

### Ministro do Meio Ambiente
Em 2001, foi nomeado Ministro de Estado para Assuntos Rurais e Qualidade Ambiental Local, um cargo dentro do DEFRA (Departamento de Meio Ambiente, Alimentação e Assuntos Rurais). Ele foi o ministro mais intimamente ligado à proibição da caça com cães, motivo pelo qual atraiu muitas críticas dos defensores da caça. Michael foi criticado por citar a pesquisa de Sir Patrick Bateson como "prova incontestável" da necessidade de uma proibição total. Sir Patrick disse: "Só alguém que fosse cientificamente analfabeto poderia argumentar que as evidências de uma nova área de pesquisa eram 'incontestáveis'", mas Michael afirmou que Bateson havia entendido mal a maneira como seu trabalho havia sido citado.  

#### Lei da Caça
Em 2004, ele presidiu a promulgação da Lei de Caça, que proibiu a caça à lebre, ao beagling, à raposa, ao vison e ao veado no Reino Unido a partir de fevereiro de 2005. Na época em que essa lei estava sendo debatida, e imediatamente após sua aprovação, Michael manteve suas visitas às áreas rurais apesar das ameaças e protestos, mas retirou-se do evento para lançar o "Direito de Perambular", afirmando que o acesso ao campo era importante demais para ser interrompido por manifestantes pró-caça cujos planos poderiam colocar o público em risco. Michael sustentou que a caça era uma "questão periférica", citando questões sociais e econômicas nas áreas rurais como "o trabalho diário".  Em 2004, ele aprovou formalmente a ordem que designava New Forest como Parque Nacional. 

#### Comércio e Negócios
Em 2005, Michael foi transferido para um cargo ministerial no Departamento de Comércio e Indústria como Ministro de Estado da Indústria e Regiões, onde atuou apenas um ano antes de retornar à bancada na reforma ministerial de maio de 2006.
Em 2005, a Lei de Liberdade de Informação entrou em vigor, permitindo que o público solicite a divulgação de informações de órgãos públicos. Em 18 de Maio de 2007, Alun Michael estava entre a maioria dos deputados que votaram a favor da isenção dos deputados da obrigação de divulgar informações ao abrigo da lei. 

### Votos para jovens de 14 anos
Em sua coluna no Penarth Times de 10 de maio de 2010, Michael propôs dar o direito de voto a jovens de 14 anos como uma forma de melhorar a participação nas eleições do Reino Unido. Ele disse: "Minha primeira sugestão é reduzir a idade de votar para 14 anos – uma idade em que acho que os jovens estão muito mais bem informados e sensatamente engajados do que no passado – para que todos participem do processo de votação uma vez antes de deixar a educação em tempo integral. Eles saberão então como votar quando se envolverem com questões políticas mais tarde na vida".  Isto ia muito além da política oficial do Partido Trabalhista, que apenas prometia uma votação livre no Parlamento sobre a redução da idade de voto para os 16 anos no seu manifesto de 2010. 

## Controvérsias

### Reivindicações de despesas parlamentares
Michael foi um dos parlamentares investigados pelo The Daily Telegraph em sua investigação sobre reivindicações de despesas de parlamentares em 2009. O Telegraph relatou que "Alun Michael reivindica £4.800 para alimentação em um ano e £2.600 para reparos no telhado de sua casa eleitoral em Penarth. Reivindica £1.250 para o custo de reparo de um muro e construção de uma cerca de arame de 4 metros."  Posteriormente, foi relatado que ele estava entre os 390 parlamentares exigidos por Sir Thomas Legg para reembolsar o dinheiro dos contribuintes que eles supostamente haviam reivindicado indevidamente. Uma auditoria de reivindicações que remonta a 2004 revelou que Michael deveria pagar £18.889,56 em juros de hipoteca sobre empréstimos adicionais "que não demonstraram ter sido para uma finalidade elegível". Ele também recebeu £280 a mais do que tinha direito a reivindicar em imposto municipal no ano de 2004/05 – reivindicando despesas de 12 parcelas quando ele só teve que pagar 10 à autoridade local. Michael culpou um "erro administrativo" pela afirmação inflada. Ele disse: "O pagamento do imposto municipal chegou numa altura em que eu estava sob muito stress político".  Michael devolveu £19.169,56, embora mais tarde, em uma reunião eleitoral de 2010 em Splott, ele tenha dito que os relatos da imprensa de que ele foi forçado a devolver £20.000 eram "falsos" e afirmou que ele havia devolvido o dinheiro "voluntariamente". 

### Investigado pela IPSA
Em 2011, Michael foi investigado pela Autoridade Independente de Padrões Parlamentares (IPSA) por causa de seu site. O IPSA concluiu que ele havia violado as regras do Plano de Despesas dos Parlamentares, que proíbe os parlamentares de declarar despesas parlamentares em sites que incluem logotipos de partidos. Michael havia reivindicado – e recebido – £346,71, aos quais não tinha direito. Foi-lhe dado 20 dias para alterar o seu sítio Web, mas não foi obrigado a devolver o dinheiro que lhe tinha sido pago. 

## Comissário de Polícia e Crime
Em 18 de junho de 2012, Michael foi escolhido como candidato do Partido Trabalhista para a eleição inaugural para Comissário de Polícia e Crime (Police and Crime Commissioner, PCC) de Gales do Sul. 
Em 13 de julho de 2012, o Western Mail relatou que Michael estava "interferindo inapropriadamente" no processo de seleção para seu substituto em Cardiff South e Penarth, para garantir que seu candidato preferido (Stephen Doughty) fosse incluído na lista. Michael respondeu que falou com Ed Miliband, com o secretário-geral do partido, Iain McNicol, e com membros do Comitê Executivo Nacional, com o propósito de impedir que um candidato de fora fosse imposto ao partido local. 
Após deixar o cargo de deputado, Michael foi declarado vencedor da primeira eleição para Comissário de Polícia e Crime de Gales do Sul em 16 de novembro de 2012 (a eleição ocorreu no dia anterior). As eleições do PCC usaram o sistema de voto suplementar. No primeiro turno, Michael não conseguiu obter maioria absoluta contra dois independentes e um candidato conservador. No segundo turno, no entanto, Michael obteve 72.751 votos, derrotando o segundo colocado, o candidato independente e ex-advogado Michael Barker,  por 11.967 votos. 
Numa resposta parlamentar escrita em 11 de dezembro de 2012, Damian Green, Ministro de Estado da Polícia e da Justiça Criminal, relatou que o salário de Michael como PCC para o Sul do País de Gales é de £85.000 por ano. 
Em 9 de novembro de 2017, Michael pediu a Carwyn Jones que definisse as alegações feitas contra Carl Sargeant, o antigo membro da assembleia galesa que aparentemente tirou a própria vida. 
Em 23 de maio de 2023, e em referência às mortes de dois meninos em uma colisão em Cardiff, Michael disse: "Parece que houve rumores, e esses rumores se espalharam, de uma perseguição policial, o que não foi o caso e acho que ilustra a velocidade com que os rumores podem circular com a atividade que acontece nas redes sociais hoje em dia, e que os eventos podem sair do controle."  Mais tarde, no mesmo dia, isso foi aparentemente contradito pelo surgimento de imagens de câmeras de segurança domésticas de uma van da polícia seguindo de perto duas pessoas em uma bicicleta elétrica a 900 metros do local do acidente.  Em resposta, Jane Dodds, a líder dos Democratas Liberais Galeses, disse: "Esta filmagem levanta sérias questões sobre a versão dos eventos fornecida pela Polícia do Sul de Gales e pelo PCC Alun Michael. Precisamos agora de uma investigação imediata e imparcial. Se Alun Michael for considerado culpado de enganar o público, ele deve renunciar." 
Em 2023, foi anunciado que Michael não disputaria as eleições de 2024 para o cargo de Comissário de Polícia e Crime do Sul de Gales.  Sua ex-vice, Emma Wools, foi eleita após sua aposentadoria em 2024. 

## Aposentadoria
Após sua aposentadoria, Michael foi nomeado embaixador voluntário da instituição de caridade Action for Children em 6 de novembro de 2024.  

## Prêmios
- Em 1972, Michael foi nomeado Juiz de Paz. [51]
- Em 2016, foi nomeado Oficial da Ordem de São João. [52] [53]
- Nas honras de Ano Novo de 2025, Michael foi nomeado Oficial da Ordem do Império Britânico por serviços prestados à segurança pública. [54] [55]
- Michael também é membro da Royal Society of Arts. [56]